# Man Pei Tak
Man Pei Tak (chiń. trad. 文彼得, ur. 16 lutego 1982 w Hongkongu) – piłkarz z Hongkongu grający na pozycji środkowego obrońcy lub defensywnego pomocnika.

## Kariera klubowa
Swoją karierę piłkarską Man rozpoczął w klubie Kitchee SC. W 1999 roku zadebiutował w jego barwach w First Division z Hongkongu. Grał w nim do końca sezonu 2000/2001. W 2001 roku przeszedł do Hong Kong Rangers. Występował w nim przez pięć sezonów.
W 2006 roku Man został zawodnikiem klubu South China AA. Wraz z South China wywalczył cztery mistrzostwa Hongkongu w sezonach 2006/2007, 2007/2008, 2008/2009 i 2009/2010. Zdobył z nim też dwa Hong Kong Senior Challenge Shield (2006/2007, 2009/2010), dwa Puchary Hongkongu (2006/2007, 2010/2011) i dwa Puchary Ligi Hongkongu (2007/2008, 2010/2011). W latach 2013–2015 grał w Eastern Sports Club.
| Sezon   | Klub                | Kraj     | Rozgrywki      | Mecze | Bramki |
| ------- | ------------------- | -------- | -------------- | ----- | ------ |
| 1999/00 | Kitchee SC          | Hongkong | First Division | ?     | ?      |
| 2000/01 | Kitchee SC          | Hongkong | First Division | ?     | ?      |
| 2001/02 | Hong Kong Rangers   | Hongkong | First Division | 19    | 0      |
| 2002/03 | Hong Kong Rangers   | Hongkong | First Division | 22    | 1      |
| 2003/04 | Hong Kong Rangers   | Hongkong | First Division | 22    | 1      |
| 2004/05 | Hong Kong Rangers   | Hongkong | First Division | 23    | 0      |
| 2005/06 | Hong Kong Rangers   | Hongkong | First Division | 18    | 0      |
| 2006/07 | South China AA      | Hongkong | First Division | 27    | 0      |
| 2007/08 | South China AA      | Hongkong | First Division | 23    | 0      |
| 2008/09 | South China AA      | Hongkong | First Division | 19    | 2      |
| 2009/10 | South China AA      | Hongkong | First Division | 8     | 0      |
| 2010/11 | South China AA      | Hongkong | First Division | 9     | 0      |
| 2011/12 | South China AA      | Hongkong | First Division | 12    | 0      |
| 2012/13 | South China AA      | Hongkong | First Division | 8     | 0      |
| 2013/14 | Eastern Sports Club | Hongkong | First Division | 17    | 0      |
| 2014/15 | Eastern Sports Club | Hongkong | First Division | 1     | 0      |

## Kariera reprezentacyjna
W reprezentacji Hongkongu Man zadebiutował 10 listopada 2003 roku w wygranym 2:1 meczu kwalifikacjach do Pucharu Azji 2004 z Tajlandią. W swojej karierze grał też m.in. na Igrzyskach Azjatyckich 2002, Mistrzostwach Azji Wschodniej 2003, Igrzyskach Azjatyckich 2005 i Mistrzostwach Azji Wschodniej 2010.